# 恰沙河
恰沙河（烏克蘭語：Чаша），是位於烏克蘭東北部的河流，屬於謝伊姆河的左支流。該河發源自米哈伊利夫卡以東，流經蘇梅州，河道全長31公里，流域面積207平方公里。